# Élection présidentielle bangladaise de 2023
L'élection présidentielle bangladaise de 2023 a lieu le 13 février 2023 afin d'élire au suffrage indirect le président du Bangladesh.
Le président sortant, Abdul Hamid n'est pas éligible à sa réélection, la constitution limitant à deux le nombre de mandats présidentiels. La Ligue Awami au pouvoir présente pour candidat Mohammad Shahabuddin. Seul candidat en lice, ce dernier est déclaré élu en l'absence d'opposants.

## Contexte

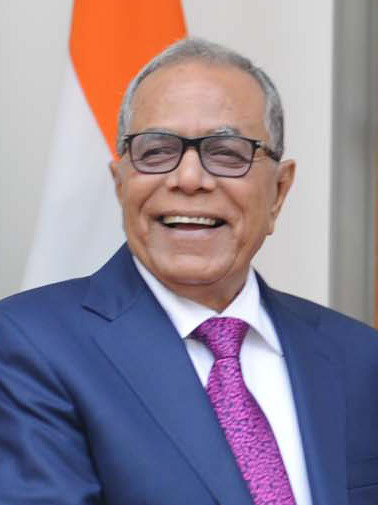
Abdul Hamid

Le poste de président du Bangladesh est une fonction honorifique au sein d'un régime parlementaire où le Premier ministre détient la quasi-totalité du pouvoir exécutif. Après la mort du président Zillur Rahman le 20 mars 2013, le président du parlement, Abdul Hamid, issu comme lui de la Ligue Awami, est élu à la présidence le 22 avril suivant en l'absence d'autres candidats. Il est réélu le 7 février 2018 pour un deuxième mandat, de nouveau seul candidat. La constitution limitant à deux le nombre de mandats présidentiels, il ne peut être réélu en 2023,.
Les élections législatives de décembre 2018 sont à nouveau remportées par la Ligue Awami menée par la Première ministre Sheikh Hasina. Avec 300 sièges sur 350 au parlement, le Jatiya Sangsad, la Ligue détient une majorité suffisante pour imposer le candidat de son choix à l'élection présidentielle de 2023. L'absence d'autres candidats comme lors des précédents scrutins est par conséquent jugée très probable.
La constitution impose la tenue du scrutin entre soixante et quatre-vingt-dix jours avant la fin du mandat du président sortant. Le mandat d'Hamid s'achevant le 23 avril, l'élection présidentielle est ainsi initialement fixée au 19 février,.

## Mode de scrutin
Le président de la république populaire du Bangladesh est élu au scrutin uninominal majoritaire à un tour par un collège électoral composé des 350 membres du Parlement. Son mandat est de cinq ans renouvelable une seule fois. Est élu le candidat qui recueille le plus de suffrages en un tour de scrutin,.
La Constitution dispose que le président de la République doit posséder la citoyenneté bangladaise, être âgé d'au moins trente-cinq ans, et répondre aux mêmes conditions de candidature que pour les élections législatives.

## Résultat

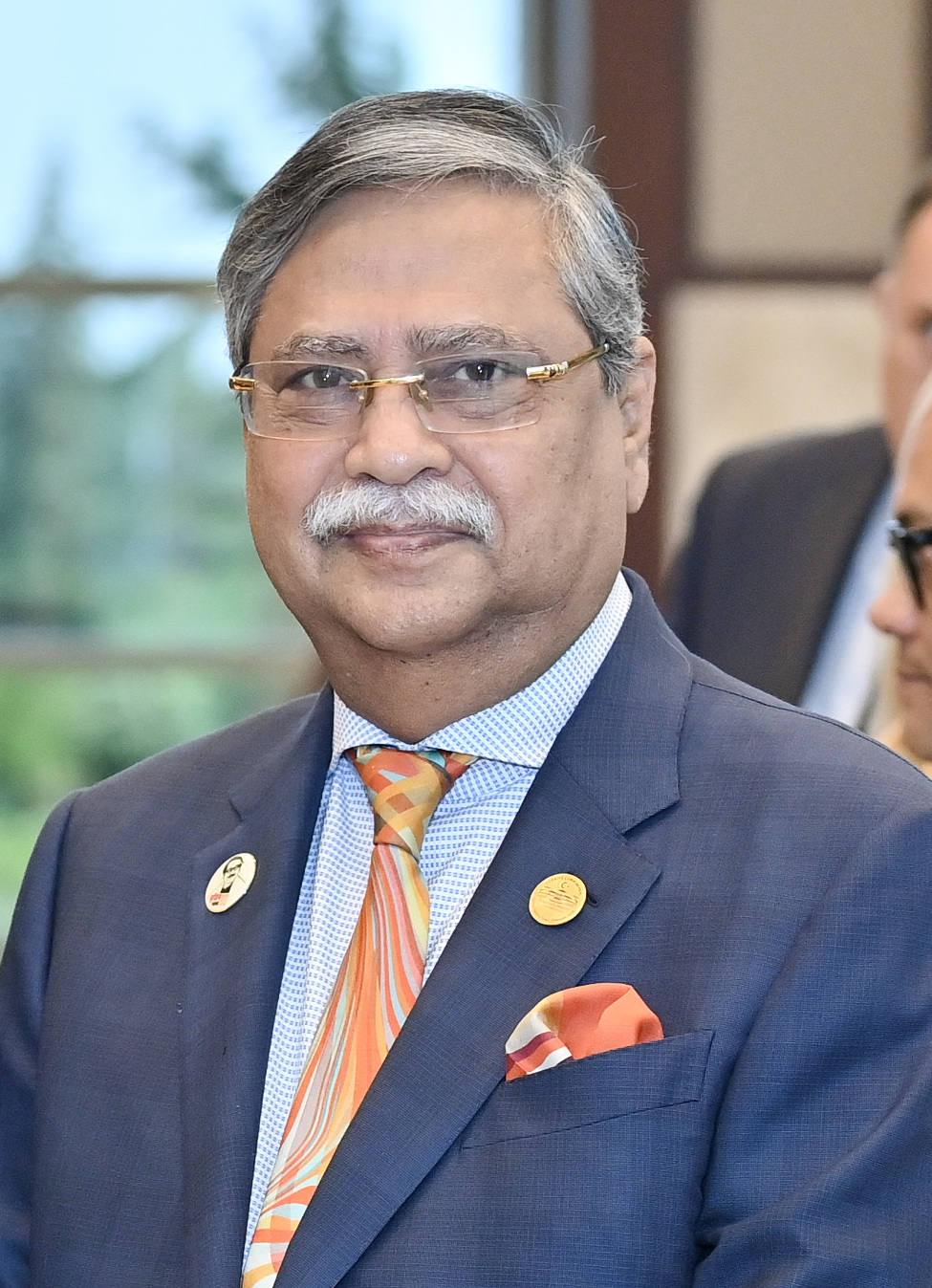
Mohammad Shahabuddin lors de son investiture.

La Ligue Awami présente pour candidat Mohammad Shahabuddin, ancien dirigeant de la commission sur la lutte contre la corruption. La ligue détenant 302 sièges sur 350 au moment de l'élection, ce dernier est assuré de l'emporter. Les partis d'opposition déclarent par conséquent leur intention de ne pas présenter de candidats.
Seul candidat à la clôture du dépôt des candidatures le 12 février à minuit, Mohammad Shahabuddin est déclaré élu le lendemain par la Commission électorale. L'annonce en est faite par le président de celle-ci, Kazi Habibul Awal,,. Son mandat débute le 24 avril suivant.